# Inventaire du patrimoine architectural de Catalogne

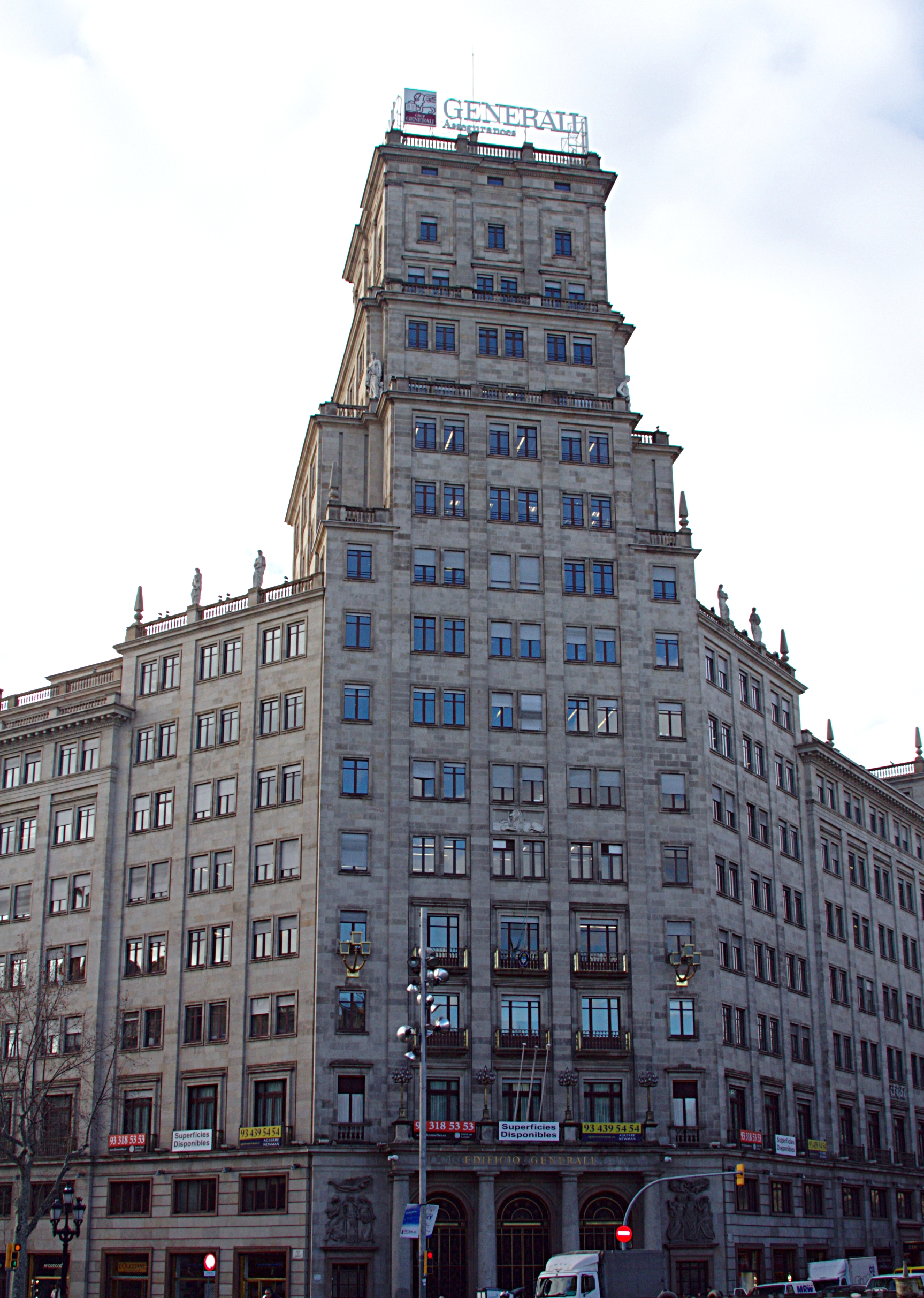
Le Bâtiment Generali, à Barcelone, inscrit à l'Inventaire du patrimoine architectural de Catalogne.

L'inventaire du patrimoine architectural de Catalogne, créé en 1982, recense tous les édifices présentant un intérêt architectural, patrimonial ou culturel de Catalogne (Espagne).

## Fonctionnement
L'Inventaire du patrimoine architectural de Catalogne est aujourd'hui une composante de l'Inventaire du patrimoine culturel catalan, tel que défini par la loi 9/1993 du 30 septembre 1993. La gestion en est assurée par un organisme de la Généralité de Catalogne.
L'inventaire recense les édifices et constructions présentant un intérêt artistique, architectural ou historique, des sections ou éléments d'édifices, éléments isolés ou dans un ensemble, d'intérêt historico-artistique, tant à caractère monumental que populaire ou traditionnel.
Ces éléments du patrimoine architectural sont classés en trois catégories correspondant à différents niveaux de protection définis par la loi :
- Bien culturel d'intérêt national
- Bien culturel d'intérêt local
- Patrimoine culturel